# Рубилки
Руби́лки (бел. Рубі́лкі) — деревня в составе Добринёвского сельсовета Дзержинского района Минской области Беларуси, бывший административный центр Рубилковского сельсовета (до 2013 года). Деревня расположена в 23 километрах от Дзержинска, 30 километрах от Минска и 25 километрах от железнодорожной станции Койданово.

## Название
Топоним Рубилки и сходные с ним Рубе́ль (бел. Рубель), Ру́бча (бел. Рубча), являются производными от слова рубить и связан с вырубкой и прореженным лесом.

## История
Известна с конца XVI века, как деревня в Минском повете Минского воеводства Великого княжества Литовского. В 1588 году упоминается как село в шляхетской собственности. Согласно инвентарю 1620 года, Рубилки в составе имения Койданово. После второго раздела Речи Посполитой (1793 год) в составе Российской империи. В 1800 году в Рубилках насчитывается 23 двора, проживали 140 жителей, находились в собственности князя Доминика Радивила. В ноябре 1883 года сельчане оказали сопротивление властям при выселении нескольких семей, которые отказались выплачивать аренду помещику Бунгу. В 1840 году в составе имения Вицковщина князя Л.П. Витгенштейна, в это время имение арендовалось помещиком И. Богдашевским. В деревне действовали римско-католическая и православная часовни, действовала корчма. В конце XIX век—начале XX века деревня находилась в составе Станьковской волости Минского уезда Минской губернии. В 1897 году, по данным первой всероссийской переписи населения в Рубилках насчитывалось 24 двора, проживали 181 житель, действовали корчма и кузница. Известно также, что в 1917 году насчитывалось 13 дворов и проживали 93 жителя, на одноимённом хуторе — 10 дворов, 69 жителей.
С 9 марта 1918 года в составе провозглашённой Белорусской Народной Республики, однако фактически находилась под контролем германской военной администрации. С 1 января 1919 года в составе Советской Социалистической Республики Белоруссия, а с 27 февраля того же года в составе Литовско-Белорусской ССР, летом 1919 года деревня была занята польскими войсками, после подписания рижского мира — в составе Белорусской ССР.
С 20 августа 1924 года — административный центр Рубилковского сельсовета (который с 23 марта 1932 года по 14 мая 1936 года являлся национальным польским сельсоветом) Самохваловичского района, с 18 января 1931 года в составе Койдановского района Минского округа. 15 марта 1932 года Койдановский район преобразован в Койдановский польский национальный район, который 26 июня был переименован в Дзержинский.  31 июля 1937 года Дзержинский национальный полрайон был упразднён, деревня Рубилки перешла в состав Минского района Минского округа, с 20 февраля 1938 года — в составе Минской области. 4 февраля 1939 года Дзержинский район был восстановлен. В 1926 году, по данным первой всесоюзной переписи в деревне Рубилки-1 проживали 90 жителей, насчитывалось 18 дворов, в деревне Рубилки-2 — 19 дворов, 106 жителей. В годы коллективизации в деревне был организован колхоз им. Свердлова, работала кузница, мельница, шорная мастерская. 
В Великую Отечественную войну с 28 июня 1941 года до 6 июля 1944 года под немецко-фашистской оккупацией, на фронте погибли 11 жителей деревни. В 1960 году в деревне проживали 140 жителей. В 1991 году в деревне насчитывалось 34 придомовых хозяйства, проживали 78 жителей. По состоянию на 2009 год в деревне Рубилки проживают 69 жителей, насчитывается 32 хозяйства, деревня находится в составе ОАО «Правда-Агро» (центр — д. Томковичи). 28 мая 2013 года деревня была передана из состава упразднённого Рубилковского сельсовета в Добринёвский сельсовет.

## Улицы
По состоянию на ноябрь 2019 года в Рубилках насчитывается 4 улицы:
- Центральная улица (бел. Цэнтральная вуліца);
- Дружная улица (бел. Дружная вуліца);
- Парковая улица (бел. Паркавая вуліца);
- Заречная улица (бел. Зарэчная вуліца).

## Население
| Численность населения (по годам) | Численность населения (по годам) | Численность населения (по годам) | Численность населения (по годам) | Численность населения (по годам) | Численность населения (по годам) | Численность населения (по годам) | Численность населения (по годам) | Численность населения (по годам) |
| 1800                             | 1897                             | 1909                             | 1917                             | 1926                             | 1960                             | 1991                             | 1998                             | 1999                             |
| -------------------------------- | -------------------------------- | -------------------------------- | -------------------------------- | -------------------------------- | -------------------------------- | -------------------------------- | -------------------------------- | -------------------------------- |
| 140                              | ↗181                             | ↘172                             | ↘162                             | ↗196                             | ↘140                             | ↘78                              | ↗90                              | ↗93                              |
| 2004                             | 2009                             | 2017                             | 2018                             | 2020                             | 2022                             |                                  |                                  |                                  |
| ↘71                              | ↘69                              | ↘56                              | ↗58                              | →58                              | ↗60                              |                                  |                                  |                                  |